# Kapradina Braunova
Kapradina Braunova (Polystichum braunii) je středně velká kapradina, která je v Česku zařazena mezi silně ohrožené druhy.

## Popis
Kapradina Braunova má 20–90 cm dlouhé a 7–16 cm široké listy. Jsou měkké a na obou stranách chlupaté. Listová čepel je 2-3 zpeřená a k bázi i vrcholu náhle zúžená. Listy jsou matné díky chlupům. Tento druh je nepřezimující, tím se liší od kapradiny laločnaté. Výtrusnicové kupky se nacházejí na horní části listu. Ostěry jsou tenké, blanité, opadavé.
Výtrusnice dozrávají na konci června.

## Výskyt
Roste ve stinných horských stráních a lesích (smrčiny, bučiny). Roste také často na flyši. Má cirkumpolární rozšíření. V Evropě můžeme tuto kapradinu nalézt ve Skandinávii, Alpách, Pyrenejích. V Česku roste na severní Moravě a v Hrubém Jeseníku, vyskytuje se též na Slovensku.

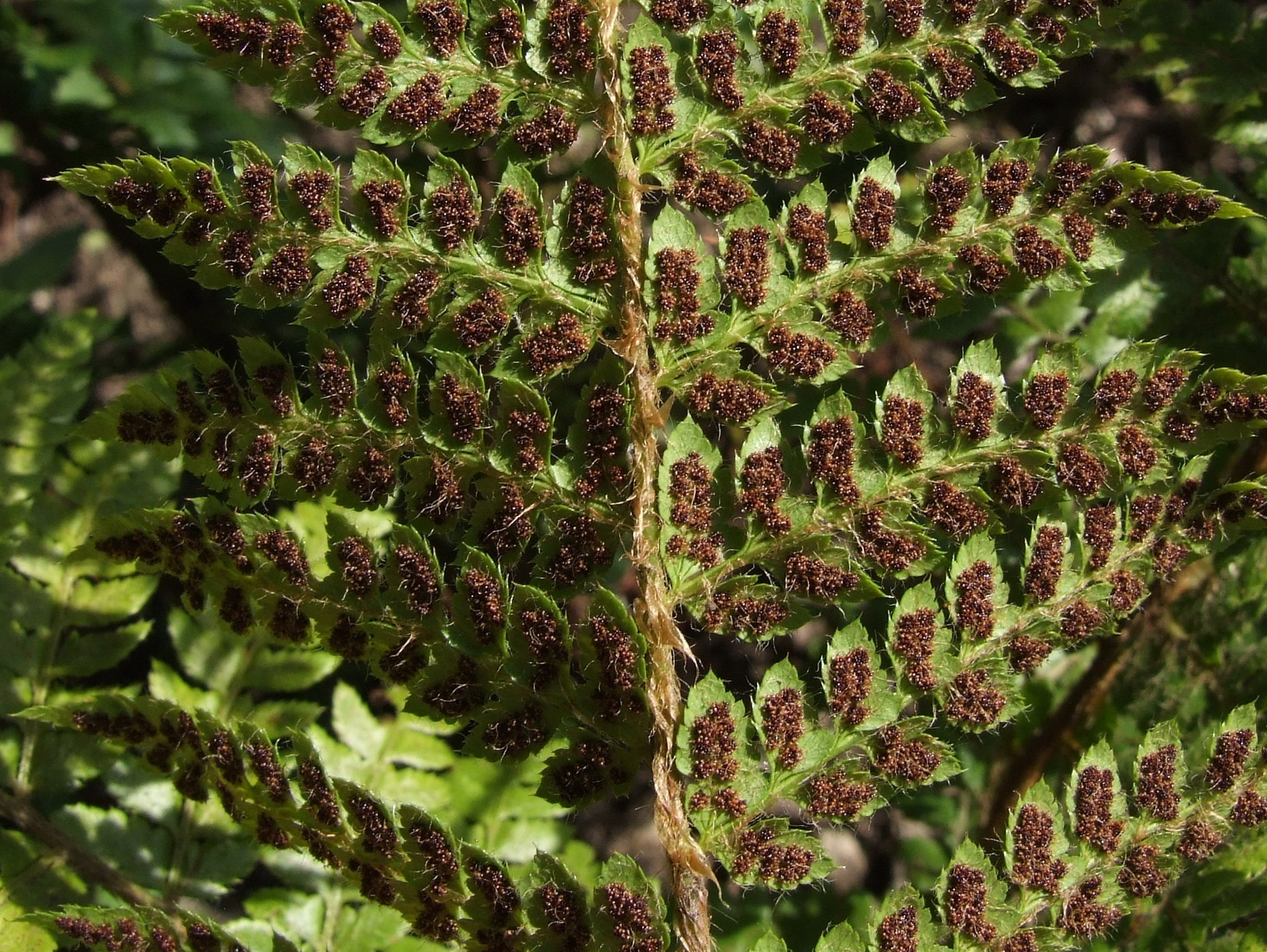
Výtrusnicové kupky

## Pěstování
Kapradina Braunova se pěstuje obtížněji něž jiné kapradiny, a to díky svým nárokům na nižší teploty.

## Ochrana
Rostlina je chráněna podle vyhlášky MŽP ČR č. 398/1992 Sb. jako silně ohrožený druh.